# George Herbert Hitchings
George Herbert Hitchings, noto anche come George H. Hitchings (Hoquiam, 18 aprile 1905 – Chapel Hill, 27 febbraio 1998), è stato un medico statunitense, vincitore, insieme a Gertrude B. Elion e James W. Black, del premio Nobel per la medicina nel 1988, «per le loro scoperte di principi fondamentali nel trattamento da farmaci».

## Biografia
Hitchings era nato a Hoquiam, nello stato di Washington, nel 1905 ed era cresciuto tra Hoquiam, Berkeley, San Diego, Bellingham e Seattle. A Seattle si diplomò, nel 1923, e si iscrisse all'Università del Washington, ove conseguì la laurea in chimica col massimo dei voti nel 1927. Dall'Università di Washington, si trasferì ad Harvard. Nel 1933 conseguì il titolo di dottore di ricerca.

### Carriera accademica
Per i successivi dieci anni, lavorò ad Harvard e alla Case Western Reserve University. Nel 1942 iniziò a lavorare presso i laboratori Wellcome e qui entrò in contatto con Gertrude B. Elion, con cui iniziò a collaborare.
I farmaci sui quali il suo team lavorò erano destinati a trattare le patologie più disparate, come la malaria, la leucemia e la gotta. I suoi studi condussero, in seguito, anche alla sintesi di farmaci come l'aciclovir e l'azidotimidina, meglio conosciuta come AZT.